# Jouy-sur-Morin
Jouy-sur-Morin är en kommun i departementet Seine-et-Marne i regionen Île-de-France i norra Frankrike. Kommunen ligger i kantonen La Ferté-Gaucher som tillhör arrondissementet Provins. År 2022 hade Jouy-sur-Morin 2 221 invånare.

## Befolkningsutveckling
Antalet invånare i kommunen Jouy-sur-Morin
| Referens: INSEE |